# Histoire du quotidien
L’Alltagsgeschichte, que l’on peut traduire littéralement par « histoire du quotidien », est un courant allemand d’histoire sociale fondé dans les années 1980 par Hans Medick et Alf Lüdkte. Née en Allemagne de l’Ouest, l’Alltagsgeschichte a pour ambition de lier les expériences quotidiennes des gens ordinaires aux grands changements socio-politiques qui se produisent dans la société. En ce sens, le courant peut être rattaché à la microhistoire italienne et à l’History from Below anglo-saxonne. 

## Courant historiographique

### Définition

#### Fondateurs et terminologie
L’Alltagsgeschichte est un courant d’histoire sociale allemand fondé au début des années 1980 par deux historiens allemands, Alf Lüdtke et Hans Medick, tous deux chercheurs à l’Institut Max Planck à Göttingen. Ils ont également été accompagné par l’historien allemand Lutz Niethammer. Porté par de jeunes historiens, les Alltagshistoriker, commençant leur carrière, le mouvement s’est ensuite construit par le biais de plusieurs revues dont Historische Anthropologie, fondée par Richard van Dülhmen et Alf Lüdtke, dans laquelle les historiens du quotidien ont largement publié leurs travaux.
En ce qui concerne la terminologie, elle provient de l’allemand Alltag, que l’on peut traduire grossièrement en français par « vie quotidienne » et de Geschichte qui désigne l’histoire. L’expression Alltag a, dans un premier temps, été utilisée en sociologie avant d’être transposée dans le domaine de l’histoire. Il est, en outre, essentiel de ne pas confondre ce courant allemand avec « l’histoire de la vie quotidienne » française. En effet, ces deux courants n’ont pas les mêmes ambitions ni la même perspective.  Il est néanmoins possible, d’une certaine manière, de considérer « l’histoire de la vie quotidienne » comme une thématique de l’Alltagsgeschichte.

#### Ambitions du courant
Dans son ouvrage Alltagsgeschichte Zur Rekonstruktion historischer Erfahrungen und Lebensweisen, faisant office de manifeste au mouvement, Alf Lüdkte déclare que l’ambition de l’Alltagsgeschichte est de :
« se dresser contre l’historiographie qui a trop longtemps ignoré le quotidien. Au centre des recherches menées par l’Alltagsgeschichte et de ses conceptions se dressent les actions et les souffrances de ceux qui ont régulièrement été étiquetés sous l'appellation tout aussi polysémique de « petites gens ». Dans l’Alltagsgeschichte, l'attention ne se porte plus seulement sur les faits (et les méfaits) ni sur l'empreinte des « grands » […]. Bien plus importantes deviennent la vie et la survie de ceux que l'on appelle traditionnellement les sans noms…».
L’ambition des tenants de l’Alltagsgeschichte est, pour ainsi dire, de relier les expériences quotidiennes des gens ordinaires aux grands changements sociaux et politiques qui se produisent dans une société. En ce sens, on peut la distinguer de l’histoire de la vie quotidienne française. Par conséquent, l’Alltagsgeschichte peut être définie comme une tentative d’histoire intégrale, cherchant à « identifier et à intégrer toutes les données matérielles, sociales, politiques et culturelles pertinentes permettant la reconstruction la plus complète possible des expériences ordinaires de vie dans toute leur complexité ».
En outre, ces historiens du quotidien ont la volonté de dépasser un milieu universitaire qu’ils jugent élitiste et conservateur. Le monde académique exclut, alors, les étudiants et les enseignants convaincus de la nécessité d’un renouveau en faveur d’une histoire plus sociale. Par conséquent, les tenants de l’Alltagsgeschichte souhaitent bannir de la discipline historique les thématiques « répétitives » qui corrompent la production historique. Sur la base d'une lecture critique et « non dogmatique » de l’œuvre de Karl Marx, il s'agit pour les Alltaghistoriker de donner de la visibilité aux actions de ceux dont l'existence n'avait pas été considérée auparavant par les spécialistes allemands de l'histoire sociale (Gesellschaftsgeschichte). Néanmoins, les historiens du quotidien s’éloignent des conceptions de Marx pour privilégier une approche plus personnelle.
Les historiens du quotidien privilégient par conséquent le « regard par en bas », la sphère privée ainsi que les habitudes de vie qui deviennent des clés d'interrogation et de compréhension de la construction du lien social. L'histoire quotidienne s’intéresse également aux expériences et aux perceptions subjectives ainsi qu’aux mentalités à long terme. Parmi les thématiques les plus parlantes, les recherches des Alltaghistoriker sur la période nazie ont permis de mettre en lumière, d’une part, le processus de domination et, d’autre part, le rôle actif joué par de nombreux Allemands en faveur du nazisme.

#### Courants historiographiques connexes
Bien que particulièrement vaste, l’entreprise de l’Alltagsgeschichte ne peut être pratiquée qu'à petite échelle. C’est pourquoi, elle peut être rapprochée de la microstoria italienne, particulièrement étudiée parmi les historiens allemands durant les années 1980, ainsi que de l’école marxiste anglo-saxonne de l’History from Below. Ces deux courants ont, en effet, pour point commun de se focaliser sur l’individu, ses actions et son comportement, et de facto de ne pas traiter les sociétés comme un bloc uniforme. Ceci implique une réduction de l’échelle d’analyse. Au départ, tous ses courants avaient également pour ambition de porter leur attention sur les perdants et les exclus de l'histoire.
Par la suite, l’Alltagsgeschichte s’est rapidement structurée et s’est ainsi singularisée de la microstoria. En effet, les Alltagshistoriker se concentrent sur des activités inconscientes, routinières et des actes répétitifs dans le but de relier ces études de cas aux processus historiques globaux. A contrario, la microhistoire s’intéresse plutôt aux phénomènes spectaculaires et "unique".
En résumé, microstoria et Alltagsgeschichte partagent les mêmes caractéristiques essentielles bien qu’elles différent quelque peu en termes de méthode et de perspective. C’est pourquoi l’historienne allemande Dorothée Wierling déclare que « l’Alltagsgeschichte est une forme de microhistoire ».
En raison de sa perspective extrêmement large, l’Alltagsgeschichte entretient des rapports avec d’autres courants historiographiques. C’est notamment le cas avec l’histoire orale dont la méthodologie est relativement proche. Le même constat peut être fait avec l’histoire de la mémoire et l’histoire des représentations.

### Critiques et tensions autour du mouvement
Les critiques adressées à l’Alltagsgeschichte peuvent être regroupées en deux catégories : les critiques d’ordre social et celles d’ordre purement épistémologique. Mentionner ces critiques est primordial car elles permettent de mettre en lumière les principaux enjeux lors de l'émergence d'un courant historiographique nouveau : « la controverse et la discussion théorique sont les piliers de toute démarche qui veut faire école ».

#### Les critiques d'ordre social
L’Alltagsgeschichte est un courant porté par des historiens de gauche qui remettent alors en cause le système académique allemand. Les premières critiques envers le mouvement sont, par conséquent, venues d’historiens positionnés ailleurs sur l’échiquier politique qui lui reprochent ce parti pris. L’Allemagne est alors encore séparée entre un régime capitaliste à l’Ouest et un régime communiste à l’Est.
En outre, l’Alltagsgeschichte entretient des rapports très conflictuels avec la Sozialgeschichte, l’école de l’histoire sociale de Bielefeld. En effet, les Alltagshistoriker ont remis en question l’usage dans le domaine historique allemand de la Strukturgeschichte, ou l'histoire des structures, défendue par l’école de Bielefeld. Cette dernière se donne pour ambition d’analyser des processus sociaux globaux à partir des concepts de modernisation, de croissance et de constitution de l'État moderne. De leur côté, les membres de l’Alltagsgeschichte plaident au contraire pour un nouveau modèle d'histoire sociale, loin de l’histoire sociale « sans peuple » façonnée par l’école de Bielefeld.
En réaction, les principaux défenseurs de la Strukturgeschichte, dont Hans-Ulrich Welher, ont suspecté les Alltagshistoriker de pratiquer une histoire qui relèverait davantage de l'imagination que de la science. En d’autres termes, ils ont défini l’Alltagsgeschichte comme un courant sans perspective ni concept scientifique car exclusivement focalisé sur les « petites gens ». En ce sens, elle est même rattachée à la volonté néo-romantique de s’éloigner de l’actualité politique.
Un conflit s’est ainsi instauré entre les historiens traditionnels et ceux qui ne suivent pas les « règles » de l’histoire, à savoir les Alltagshistoriker. Lors du 35e Historikertag, le Congrès des historiens allemands, en octobre 1983, l’Alltagsgeschichte est d’une part critiquée pour sa méthode jugée « peu productive, inadéquate et irritante ». D’autre part, elle est perçue comme un phénomène de mode, amplifié par les médias et porté par la vague écologiste. Aux accusations d’amateurisme s’ajoutent, de surcroît, des accusations d’arrivisme : les historiens du quotidien sont, en effet, accusés de profiter de modes et d’inquiétudes sociales pour affirmer leur place dans le champ académique de l’histoire. À ce sujet, l’historien contemporain britannique Ian Gwinn déclare que l’Alltagsgeschichte s’est, au même titre que l’History from Below, emparée de l'esprit insurgé du mouvement ouvrier et des nouveaux mouvements sociaux pour former un mouvement historique « radical et bricolé de toutes pièces ».

#### Les critiques d'ordre épistémologique
Outre les critiques sociales, les détracteurs remettent également en cause l’Alltagsgeschichte sur le plan épistémologique. En effet, ils considèrent que l’étude sur les oubliés de l'histoire ne constitue que de simples illustrations venant compléter les analyses de l'histoire des structures. Les adversaires lui reprochent également d'en revenir à l'historicisme positiviste. Cette doctrine, menée au XIXe siècle par l’historien prussien Leopold von Ranke, peut se résumer, selon eux, à partir de la réalité historique pour construire un système théorique et élaborer des concepts, en oubliant que c'est à l'historien qu’incombe, dans un contexte donné, l’élaboration d’un système théorique à l'étude du passé.
Les détracteurs les plus virulents, dont Hans-Ulrich Wehler, affirment, quant à eux, que l’Alltagsgeschichte traite une histoire passée avec des concepts du présent. Pour ainsi dire, le principal problème de l'histoire du quotidien serait l’opposition qu’elle fait entre une description objective et une compréhension subjective des événements. L’historien allemand y discerne, notamment, une réévaluation de l’émotion aux dépens de la rigueur et une incapacité à synthétiser : « l’Alltagsgeschichte peut narrer des histoires tirées du quotidien mais pas écrire une histoire du quotidien allemand entre 1800 et 1980 ». Toujours selon Wehler, les historiens du quotidien se réfugient dans le refus de la théorisation et basculent ainsi dans l'obscurantisme le plus total.
De leur côté, la plupart des historiens allemands, moins radicaux, évoquent toutefois leur scepticisme vis-à-vis des nouveaux concepts introduits par les tenants de l’Alltagsgeschichte. Parmi ceux-ci, les notions de contexte ou d'expérience, ainsi que de la lecture qu'ils font de termes comme théorie, concept ou catégorie. L’historien allemand Jürgen Kocka, pourtant professeur à Bielefeld, est, pour sa part, mitigé au sujet de l’Alltagsgeschichte. Il reconnait premièrement, au même titre que bon nombre d’historiens de la société, l’apport de ses démarches pour la discipline historique. L’histoire du quotidien permet, selon lui, d’introduire le domaine du quotidien et donc d’amener de nouvelles pistes de recherches. L’historien se montre a contrario, lui-aussi dubitatif, au sujet de sa méthodologie, qu’il comprend comme une simple addition d’expériences individuelles sans processus ni logiques structurantes.
Pour terminer, les Alltagshistoriker ont délaissé l’œuvre du sociologie et économiste allemand Max Weber, personnalité particulièrement importante dans le monde académique germanique. En effet, les grilles de lecture construites par Weber, utiles pour une analyse des grandes structures de la société allemande, ne servent plus de référence intellectuelle aux Alltagshistoriker, qui leur préfèrent les méthodes de disciplines et d'hommes peu connus en Allemagne, dont celles de l’anthropologue américain Clifford Geertz ou de l’historien britannique E. P. Thompson.

## Chronologie

### Contexte d'apparition
Le courant historiographique « Alltagsgeschichte » s’intègre dans un contexte de rupture par rapport à la manière précédente de faire de l’histoire. En effet, dans la seconde moitié du XXe siècle, l’histoire, comme d’autres disciplines, telles que la sociologie ou la politologie, ouvrent leur champ de recherche à d’autres domaines, c’est-à-dire qu’il s’inspirent de la méthodologie d’autres secteurs scientifiques et l’applique à leur étude.
À côté de cela, la microhistoire ou microstoria nait en Italie avec Giovanni Levi et Carlo Ginzburg. Elle propose de délaisser l’étude des masses ou des classes pour s’intéresser aux individus. C’est ainsi que quelques historiens allemands comme Utz Jeggle, Wolfgang Kashuba, Carola Lipp prennent connaissance du mouvement et s’intéressent, par exemple, aux différentes aspects de la vie ouvrière et donc à l’ouvrier en tant qu’individu. Ces historiens sont également influencés par les théories de l’historien suédois Sven Lindqvist.
Cette nouvelle manière de faire l’histoire entraine une seconde vague d’intérêt chez des allemands à la fin des années 1970, particulièrement chez Richard van Dülmen, Dorothée Wierling, Peter Kriedte, Jürgen Schlumbohm, Alf Lüdtke, ou encore Hans Medick. Ce collectif d’historiens, dont la majorité a travaillé dans des universités de la partie ouest de l’Allemagne, fait le pari de fonder une anthropologie historique. Cela consiste à s’éloigner du structuralisme en laissant sa place à la subjectivité des acteurs et de leur expérience personnelle. L’Alltagsgeschichte prend en effet le contre-pied de la Sozialgeschichte et des historiens de l’école de Bielefeld. Ce sont des scientifiques, comme Hans-Ulrich Wehler et Jürgen Kocka, entreprenaient de transformer l’histoire en « science sociale » et d’écrire sur ses structures, à l’aide notamment des concepts de la sociologie de Max Weber. L’étude de l’Alltagsgeschichte, par réaction, privilégie le regard « par en bas ». Cette émergence allemande peut s’expliquer par des facteurs internes à l’Allemagne comme l’opposition à une histoire sociale de type macrosociologique, expliquée ci-dessus et par des facteurs externes comme la recherche d’alliances internationales.
Les deux historiens, Alf Lüdtke et Hans Medick, sont tous les deux considérés comme les pères fondateurs de ce courant historiographique. Ils veulent plus d’interdisciplinarité et mêlent, notamment, les ethnologues et les historiens qui sont motivés par des conférences et qui souhaitent une internationalisation de leur projet. L’ethnologie amène, entre autres, des nouveaux pans de recherches concernant des réalités historiques qui par le passé étaient considérés comme secondaires. Cette ambition se résume dans le titre de la revue fondée en 1993 par Richard van Dülmen et Alf Lüdtke: Historische Anthropologie. L’objectif, à terme, est de reconstituer une « culture », le mot étant à prendre dans la signification que lui donnent les ethnologues : non pas un secteur particulier de l’activité humaine, mais l’ensemble des pratiques des hommes et du sens qu’ils leur donnent. Les rituels, les actions porteuses de symboles, les discours sont ici une porte d’entrée vers la compréhension du vécu et des motivations des acteurs, ainsi que de l’image qu’ils se faisaient d’eux-mêmes. Les directeurs de la revue se réclament d'un concept de la culture qu'ils décrivent eux-mêmes comme « global » et qui implique que l'homme façonne et interprète l'univers dans lequel il vit. Dans un livre récent, Alf Lüdtke montre, d’ailleurs, comment la raison peut avoir pour objet le non rationnel, le vécu, et comment l'histoire peut investir des concepts mais aussi des représentations. C’est cet intérêt qui a, notamment, fait naitre l’Alltagsgeschichte. Le long règne de l'école de l'historicisme néo-rankéen (l'histoire uniquement faite de témoignages directs et de sources les plus authentiques), qui considérait l'histoire comme une simple succession d'actions et d'événements humains s’achève.
Cependant, dans son processus de formation, l’Alltagsgeschichte connait des opposants comme lors du 35e Congrès des historiens, le Historikertag, du 3 au 7 octobre 1984 à Berlin. Créée en 1893, cette manifestation bisannuelle regroupe l'ensemble de la communauté historique allemande. Sa finalité est double. D'une part, elle permet aux historiens de présenter l'état de la recherche et les orientations des principaux centres scientifiques. C'est d'autre part un important lieu de sociabilité où les historiens et leurs collègues venus d'autres disciplines des sciences humaines échangent leurs idées. Le thème directeur retenu cette année-là renvoie à un aspect alors nouveau de la recherche historique allemande : « Comportements, mentalités, formes de l'action. Les dimensions de l'histoire ». En rupture complète avec la thématique des précédentes réunions, elle révèle la naissance et l'essor d'une problématique et d'un courant historiographique nouveaux dans le paysage historique allemand des années quatre-vingt. Une table ronde intitulée « Histoire d'en bas, histoire de l'intérieur. Controverses autour de l’Alltagsgeschichte » constitue le point fort de cette réunion. Tout a été fait pour qu'elle ait le plus de retentissement possible. Les historiens de l’école de Bielefeld pratiquant la Sozialgeschichte y sont présents, comme Jürgen Kocka, Hans-Ulrich Wehler ou encore Dieter Groh et maintiennent une féroce opposition à ce courant historiographique auxquels ils ne prendront jamais part.

### Développement jusqu'à nos jours
Comme découvert précédemment, l’Alltagsgeschichte a été inspirée par d’autres courants historiographiques et en a inspirés à son tour. Tout d’abord, l’Alltagsgeschichte se base en grande partie sur la microhistoire ou microstoria présente en Italie et dont les grands représentants sont Giovanni Levi et Carlo Ginzburg. Elle cherche à cerner au plus près ses objets, en accordant toute leur importance aux détails apparemment les plus insignifiants.
Ce courant historiographique reprend lui-même l’idée de thick description de Clifford Geertz, un anthropologue américain. Il aborde dans thick description la question délicate des rapports entre description et interprétation. Il emprunte pour cela une voie incertaine, celle de la réconciliation entre philosophie analytique et herméneutique (deux traditions souvent jugées inconciliables), afin d’établir les fondements d’une « anthropologie interprétative ». Cette note suit le fil de sa réflexion, décelant ses avancées et ses impasses. La thick description n’est pas point limite de l’observation, mais ce vers quoi doit tendre l’analyse culturelle, c’est-à-dire la mise au jour d’une pluralité de « couches de signification.
C’est donc de ces courants que l’Alltagsgeschichte s’inspire, alors qu’elle-même a plutôt insuffler des mouvements comme ceux employés par des historiens français et anglais.
Pour ce qui est de la France, Paul Veyne, Michel de Certeau, Sandrine Kott, Gérard Noiriel, Michelle Perrot ou encore Jacques Revel sont de grands représentants d’un courant parallèle à celui allemand. Ils s’intéressent particulièrement à l’histoire d’en bas, celle du quotidien ou encore la microhistoire qui sont pour eux, des domaines d’étude qui se regroupent mais qui ne sont pas pour autant tout à fait semblables à l’Alltagsgeschichte, on parle parfois d’anthropologie historique en France. Dans l’Hexagone, un intérêt particulier se fait remarquer sur l’histoire des ouvriers, elle est même l’objet de spécialisation de certains de ces scientifiques.
En Grande-Bretagne, ce sont des figures, comme Peter Carr, Eric Hobsbawm ou Edward P. Thompson, qui s’inspirent de ce mouvement mais qui s’intitule Social History dans la langue anglophone (à relier à l’histoire des Annales en France) et qui est très proche de l’History from Below. L’attrait pour l’histoire ouvrière y est également très présent.
L'histoire de la vie quotidienne et de la microhistoire a donc connu une grande popularité et a été saluée comme "le nouveau départ le plus important" de l’historiographie allemande. Néanmoins, à la fin des années 1990, elle a, avec l'ensemble de l'histoire sociale, été largement éclipsée par la "nouvelle histoire culturelle" populaire aux États-Unis, inspirée des idées du postmodernisme et de ce qu'on appelle le "linguistic turn".

## Méthodologie et sources

### Méthodologie
L'Alltagsgeschichte a pour ambition de mettre en évidence les liens entre les grands changements socio-politiques et l’expérience quotidienne des personnes ordinaires. Les Alltaghistoriker refusent dès lors de considérer les groupes comme de simples amas d’individus passifs. En ce sens, ils accordent à l’individu une personnalité propre mais aussi une liberté d’action. Pour ce faire, les historiens du quotidien se concentrent essentiellement sur un agir quotidien qui ne peut se comprendre sans référence aux représentations mentales qui dictent les actions individuelles et interindividuelles au quotidien.
Pour ce faire, l’Alltagsgeschichte va développer une méthodologie bien précise, en utilisant les outils de l’anthropologie sociale et culturelle:
- Les Alltaghistorikers doivent premièrement effectuer une lecture dite sympathisante. En d’autres termes, cette lecture ne doit pas passer par un phénomène de compréhension mais bien par un phénomène de participation. Le chercheur doit maintenir une certaine distance entre son objet de recherche et lui-même[6].
- Ensuite, les Alltaghistorikers ne refusent pas, contrairement à ce qu’on pourrait croire, les démarches quantitatives. Cependant, il est, selon eux, nécessaire de ne pas tomber dans le piège de la « déshumanisation », propre aux études statistiques[6].
- En outre, dans le but de comprendre le vécu du quotidien et ce dans toutes ces dimensions (humaines, sociales, économiques et culturelles), l’Alltaghistoriker va concentrer sa recherche sur un espace limité, bien que certains travaux ont adopté une échelle d’analyse plus large[6].
- Enfin, les historiens du quotidien s’inspirent des travaux produits par les représentants de l’anthropologie sociale et culturelle américaine. À cette fin, l’Alltagsgeschichte met largement en œuvre les procédures de description de l'ethnologue américain Clifford Geertz, dans le but de mettre en lumière les particularités sociales et locales. L’interdisciplinarité joue de facto un rôle essentiel au sein de ce courant[6].

### Sources
Pour mener à bien ces recherches, l’Alltagsgeschichte dispose d’un corpus de sources large et diversifié. Les égo-documents, dont les journaux intimes sont probablement les sources les plus prisées car ils constituent une véritable mine d’or pour l’histoire du quotidien. En outre, les Alltaghistoriker travaillent à partir de comptes, d’entretiens d’embauches, de procès, de chroniques et de bien d’autres sources du moment qu’elles livrent des informations sur le quotidien d’un individu ou d’un groupe d’individus spécifique.
Ce corpus ne se limite cependant pas aux sources écrites puisque les témoignages oraux et les sources matérielles peuvent également faire objet d’une analyse des historiens du quotidien.

## Champ d'application
L'Alltagsgeschichte s’est, dans un premier temps, concentrée sur les « oubliés de l’histoire » dont les groupes persécutés ou les minorités ethniques et religieuses. La majorité des travaux portent, toutefois, sur les populations exterminées durant la Seconde Guerre mondiale, à savoir les minorités juives et tziganes mais aussi les déserteurs et les résistants. Les Alltagshistoriker s’intéressent également à des groupes numériquement plus importants, comme les paysans, les ouvriers mais aussi les femmes. Ainsi, les historiens du quotidien ont, par exemple, analysé au sein de la classe ouvrière allemande la culture de résistance et ses incidences politiques.
De manière générale, les praticiens de l’Alltagsgeschichte se concentrent sur le qualitatif, sur des expériences quotidiennes "vécues" par des gens ordinaires. Ce spectre particulièrement large permet aux Alltaghistoriker d’étudier « les actions, les pratiques, les habitudes, les valeurs, les croyances, les mentalités et les sentiments des opprimés mais aussi ceux […] qui sont restés "largement anonymes dans l'histoire ».
Parmi les études les plus parlantes de l’Alltagsgeschichte :
- Wierling, D., Mädchen für alles. Arbeitsalltag und Lebensgeschichte städtischer Dienstmädchen um die Jahrhundertwende, Berlin, 1987.

Cet ouvrage est consacré aux employées d’une maison dans le Deuxième Reich allemand. L’auteure s’intéresse à la manière dont ces femmes évoluent, en fonction de valeurs acquises et des expériences de vie de leur enfance, dans leur métier. Les principales protagonistes de l’ouvrage sont guidées par une seule idée régissant tout leur agir : la recherche d’un avenir plus sûr.
- Lüdkte, A., Wo blieb die ‚rote Glut‘?, dans Arbeitererfahrungen und deutscher Faschismus, Hambourg, p. 221-282.

Cette étude se penche sur les rapports entre les ouvriers allemands et le nazisme. L’objectif de Lüdkte est ici de comprendre pourquoi les ouvriers ont accepté de façon tacite le nazisme.
- Pedersen, F., Marriage Disputes in Medieval England, Londres, 2000.

Avec cette publication, l’historien britannique Frederik Pedersen a analysé des documents juridiques médiévaux, du point de vue de l'Alltagsgeschichte, qui ont révélé des modèles différents de ceux qui sont conventionnellement acceptés pour cette période. L’auteur prouve de facto que l’Alltagsgeschichte permet de tirer des conclusions sur des comportements sociologiques historiques particuliers. Les détails de la vie quotidienne, tels qu'ils sont examinés et comparés, sont, selon lui, des outils qui peuvent aider les historiens à saisir les différences essentielles dans les habitudes sociologiques et à s'appuyer sur des concepts.
- Kaschuba, W., Popular Culture and Workers' Culture as Symbolic Orders : Comments on the Debate about the History of Culture and Everyday Life, dans Lüdkte, A., The History of Everyday Life, trad., Princeton, 1995.

L’historien allemand Wolfgang Kaschuba souligne avec cette étude l'importance de relier les phénomènes micro-contextuels, tels que le comportement des travailleurs, aux processus macro-historiques.

### Travaux
- BARTHOLEYNS, G., «Le paradoxe de l’ordinaire et l’anthropologie historique», dans Atelier du Centre de recherches historiques, 2010.
- Bertrand Müller Histoire et historiens B. Courants et écoles historiques (extrait de : Encyclopaedia Universalis, Paris : Encyclopaedia Universalis, 2009).
- COSTEY, P., « Description et interprétation chez Clifford Geertz : le thick description chez Clifford Geertz», dans Revue des sciences humaines, n°4, 2003.
- CREW, D. F., « Alltagsgeschichte: A New Social History "From below"»? dans Central European History, 1989, vol. 22, n°3-4: German Histories: Challenges in Theory, Practice, Technique, p. 394-407.
- ELEY, G., Labor History, Social History, « "Alltagsgeschichte": Experience, Culture, and the Politics of the Everyday--a New Direction for German Social History ?», dans The Journal of Modern History, 1989, vol. 61, n° 2, p. 297-343.
- GREGORY, S. B., « C. r. de Alf Lüdkte, The History of Everyday Life», dans History and Theory, vol. 38, n°1, 1999, p. 100-110.
- GWINN, I., « Going back to forward ? A reply to Hans Medick», dans Historische Anthropologie, n°3, 2016, p. 418-430.
- HUSSON, H., « How can historians use "microhistory" to understand wider historical processes of the Middle Ages», dans Academia Edu, s. d.
- KOTT, S. et LÜDTKE, A., «De l'histoire sociale à l'Alltagsgeschichte. Entretien avec Alf Lüdtke», dans Genèses, 1991, vol. 3, n°1 : La construction du syndicalisme, p. 148-153.
- LEMOIGNE, N., « L'Alltagsgeschichte : l'anthropologie historique allemande», dans Notionnaire : Encyclopedia Universalis, 2005, p. 31.
- LEPETIT, M., «Un regard sur l’historiographie allemande : les mondes de l’Alltagsgeschichte», dans Revue d’histoire moderne et contemporaine, vol. 45, n°2, 1998, p. 466-486.
- LIPP, C., «Histoire sociale et Alltagsgeschichte», dans Actes de la recherche en sciences sociales, vol. 106-107, n°1, 1995, p. 53-66.
- NADAU, T., «L'Alltagsgeschichte», dans Actes de la recherche en sciences sociales, 1990, vol. 83, n° 1 : Masculin/féminin-1, p. 64-66.
- OESER, A., « Penser les rapports de domination avec Alf Lüdkte», dans Sociétés contemporaines, n°99-100, 2015.
- PAQUET, M., « Appréhender le problème historique de l'État sous l'approche de la culture politique : éléments de réflexions», dans Anuario Colombia de Historia Social y de Cultura, n°25n 1998, p. 309-336.
- PORT, A., « History from Below, the History of Everyday Life, and Microhistory», dans International Encyclopedia of the Social & Behavioral Sciences, 2015, p. 108-113.
- WERNER, M., «Présentation : Proto-industrialisation et Alltagsgeschichte», dans Annales. Histoire, Sciences Sociales, 1995, vol. 50, n° 4, p. 719-723.

- DUMOLYN, J. et MAMPAEY, T., België: een geschiedenis van onderuit, Berchem, 2012
- KASCHUBA, W., « Popular Culture and Workers' Culture as Symbolic Orders : Comments on the Debate about the History of Culture and Everyday Life», dans LÜDKTE, A., The History of Everyday Life, trad., Princeton, 1995.
- LEUILLOT, P., Histoire et vie quotidienne, dans THUILLIER, G., Pour une histoire du quotidien au XIXe siècle en Nivernais, Paris, 1977.
- JACKSON, J. H., « Alltagsgeschichte, Social Science History, and the Study of Migration in Nineteenth Century Germany», dans Central European History, 1990, vol. 23, n° 2/3, p. 242-263.
- PEDERSEN, F., Marriage Disputes in Medieval England, Londres, 2000.
- WIERLING, D., Mädchen für alles. Arbeitsalltag und Lebensgeschichte städtischer Dienstmädchen um die Jahrhundertwende, Berlin, 1987.
- Eigen-Sinn. Życie codzienne, podmiotowość i sprawowanie władzy w XX w. [Eigen-Sinn. Alltagspraxis, Subjektivität und Herrschaft im 20. Jahrhundert], edité par Thomas Lindenberger und Alf Lüdtke, rouge. Édition: Kornelia Kończal, Übersetzung: Antoni Górny, Kornelia Kończal und Mirosława Zielińska, Poznań: Wydawnictwo Nauka i Innowacje, 2018.

- Eigen-Sinn und Alltagsgeschichte. Ein Gespräch von Kornelia Kończal mit Alf Lüdtke und Thomas Lindenberger, dans: Ein Theorieblog zu Alf Lüdtkes (1943-2019) Konzept des „Eigen-Sinns“, 10. Dezember 2021, https://eigensinn.hypotheses.org/#_ftn1.

### Sites web
- Encyclopedia Universalis, https://www.universalis.fr/